# Xiphobelba hamanni
Xiphobelba hamanni är en kvalsterart som beskrevs av Csiszár 1961. Xiphobelba hamanni ingår i släktet Xiphobelba och familjen Basilobelbidae. Inga underarter finns listade i Catalogue of Life.